# Добрынский сельсовет (Витебская область)
Добрынский сельсовет — административная единица на территории Дубровенского района Витебской области Беларуси. Административный центр — агрогородок Добрынь.

## Состав
Добрынский сельсовет включает 18 населённых пунктов:
- Антипенки — деревня.
- Большая Дятель — деревня.
- Большая Лысковка — деревня.
- Бородино — деревня.
- Вечерино — деревня.
- Волево — деревня.
- Глебово — деревня.
- Добрынь — агрогородок.
- Ковровое — деревня.
- Красная Слобода — деревня.
- Ланенка — деревня.
- Лосевка — деревня.
- Луговая — деревня.
- Малая Лысковка — деревня.
- Пищики — деревня.
- Пневичи — деревня.
- Сватошицы — агрогородок.
- Халалеевка — деревня.